# نهائي الدرع الخيرية 1965
نهائي الدرع الخيرية 1965 هي النسخة الثالثة والأربعين من الدرع الخيرية.
لعبت المباراة بتاريخ 14 أغسطس 1965 على ملعب أولد ترافورد، بين مانشستر يونايتد وبين ليفربول.
تم تقاسم اللقب بعد انتهاء المباراة بنتيجة 2–2.

## خلفية
تأهل مانشستر يونايتد بصفته بطل دوري كرة القدم الإنجليزي 1964–65، بعدما تصدر الدوري بفارق الأهداف عن أقرب منافسيه ليدز يونايتد
بينما تأهل ليفربول بصفته بطل كأس الاتحاد الإنجليزي 1964–65، بعدما فاز في المباراة النهائية على ليدز يونايتد بنتيجة 2–1.

## المباراة
| مانشستر يونايتد    | 2–2   | ليفربول                |
| ------------------ | ----- | ---------------------- |
| بست 28' · هيرد 81' | [ 1 ] | ستيفنسون 38' · يتس 86' |